# Iván Pérez (peleador)
Iván Eduardo Pérez Ruvalcaba (Guadalupe, Nuevo León; 10 de noviembre de 1984) es un artista marcial mixto mexicano que compite en la división de peso ligero.

## Primeros años
Nació en la ciudad de Guadalupe en el estado de Nuevo León, México. De los cuatro hermanos deportistas, Iván es el segundo; sus hermanos menores Erik y Jair son peleadores de MMA al igual que él, mientras que su hermano mayor Jorge es el único boxeador.

## Carrera de artes marciales mixtas

### Carrera temprana
Inició su carrera como profesional en junio de 2009 con una derrota. En los siguientes ocho años, ha competido en varias promociones regionales mexicanas y de Texas, donde tiene una base de entrenamiento.

### Combate Américas
A inicios de 2018, se anunció que Pérez fichó para la promoción Combate Américas. Su pelea de debut se llevó a cabo el 20 de abril enfrentándose a Ricardo «Loco» Arreola en Combate Estrellas 2; no obstante, Iván perdió por decisión dividida. Posteriormente el 17 de noviembre de ese año, consiguió su primera victoria tras vencer por sumisión a Daniel Rico en el evento Combate Monterrey al aplicar un mataleón en el segundo asalto.
Pérez se enfrentó a Alejandro Gavidia el 12 de abril de 2019 en Combate Estrellas 3: Flores vs. Marroquín, ganando la pelea por decisión unánime. El 18 de octubre, en la que sería su última pelea en Combate Américas, derrotó a Ernesto Quiróga por sumisión (nuevamente utilizando el mataleón) en el primer asalto.

### Naciones MMA
Tras más de un año sin pelear, Iván fue programado para enfrentar a Emmanuel Rivero el 19 de marzo de 2021 en el evento inaugural de la promoción mexicana Naciones MMA. Ganó la pelea por nocaut técnico en el segundo asalto.
En 2022, Pérez se llevó la victoria en sus siguientes dos peleas; la primera contra Fernando Arevalo el 18 de febrero en Naciones MMA 4 y la segunda contra Alberto Sánchez el 17 de junio en Naciones MMA 7. Sin embargo, fue derrotado por Abraham Canavati el 8 de diciembre en Naciones MMA 12.

### MMA México

#### Rivalidad con Ricardo Arreola
En 2023, Pérez llegó a la promoción MMA México, donde fue programado para enfrentar a Ricardo Arreola en lo que sería un combate de revancha tras lo acontecido cinco años atrás en Combate Américas. La pelea se llevó a cabo el 16 de diciembre en el evento MMA México 2, que terminó con una victoria de Iván por TKO.
Un año después, se anunció que habría una trilogía entre Pérez y Arreola para MMA México 3 el 12 de octubre de 2024 en busca del deseempate. En una pelea emocionante, Iván consigue el triunfo con un mataleón en el tercer asalto.

## Récord en artes marciales mixtas
| Récord profesional | Récord profesional | Récord profesional |
| 22 peleas          | 13 victorias       | 9 derrotas         |
| ------------------ | ------------------ | ------------------ |
| Nocaut             | 3                  | 0                  |
| Sumisión           | 8                  | 5                  |
| Decisión           | 2                  | 3                  |
| Descalificación    | 0                  | 1                  |

| Resultado | Récord | Oponente           | Método                      | Evento                                    | Fecha                   | Ronda | Tiempo | Localización   | Notas                                                                   |
| --------- | ------ | ------------------ | --------------------------- | ----------------------------------------- | ----------------------- | ----- | ------ | -------------- | ----------------------------------------------------------------------- |
| Victoria  | 13–9   | Ricardo Arreola    | Sumisión (rear-naked choke) | MMA Mexico 3: Loco vs. Orko 3             | 12 de octubre de 2024   | 3     | 4:39   | Monterrey      |                                                                         |
| Victoria  | 12–9   | Ricardo Arreola    | TKO (retiro)                | MMA Mexico 2: Loco vs. Orko 2             | 16 de diciembre de 2023 | 2     | 5:00   | Monterrey      |                                                                         |
| Derrota   | 11–9   | Abraham Canavati   | Sumisión (armbar)           | Naciones MMA 12                           | 8 de diciembre de 2022  | 1     | 1:01   | Monterrey      |                                                                         |
| Victoria  | 11–8   | Alberto Sánchez    | Sumisión (guillotine choke) | Naciones MMA 7                            | 17 de junio de 2022     | 2     | 0:33   | Monterrey      |                                                                         |
| Victoria  | 10–8   | Fernando Arevalo   | KO (golpe)                  | Naciones MMA 4                            | 18 de febrero de 2022   | 1     | 1:40   | Monterrey      |                                                                         |
| Victoria  | 9–8    | Emmanuel Rivero    | TKO (golpes)                | Naciones MMA 1                            | 19 de mayo de 2021      | 2     | 2:04   | Monterrey      |                                                                         |
| Victoria  | 8–8    | Ernesto Quiroga    | Sumisión (rear-naked choke) | Combate Americas: Monterrey               | 18 de octubre de 2019   | 1     | 1:05   | Monterrey      |                                                                         |
| Victoria  | 7–8    | Alejandro Gavidia  | Decisión (unánime)          | Combate Estrellas 3: Flores vs. Marroquin | 12 de abril de 2019     | 3     | 5:00   | Monterrey      |                                                                         |
| Victoria  | 6–8    | Daniel Rico        | Sumisión (rear-naked choke) | Combate Monterrey                         | 17 de noviembre de 2018 | 2     | 4:03   | Monterrey      |                                                                         |
| Derrota   | 5–8    | Ricardo Arreola    | Decisión (dividida)         | Combate Estrellas 2                       | 20 de abril de 2018     | 3     | 5:00   | Monterrey      |                                                                         |
| Derrota   | 5–7    | Jimmy Scully       | Sumisión (Peruvian necktie) | Imperio MMA 8: Honor and Glory            | 8 de diciembre de 2017  | 1     | 3:18   | Tampico        |                                                                         |
| Derrota   | 5–6    | Jorge López        | Sumisión (armbar)           | Combate Extremo: Pistolero vs. Rizzo      | 14 de junio de 2014     | 1     | N/A    | México         |                                                                         |
| Victoria  | 5–5    | Sonny Luque        | Sumisión (rear-naked choke) | TSC 4: Luque vs. Pérez                    | 7 de diciembre de 2013  | 1     | 1:00   | Guadalupe, NL  |                                                                         |
| Derrota   | 4–5    | Jorge López        | Decisión (unánime)          | Combate Extremo                           | 15 de junio de 2013     | 3     | 5:00   | Monterrey      |                                                                         |
| Derrota   | 4–4    | Danny Salinas      | Sumisión (guillotine choke) | STFC 18: Salinas vs. Rubalcava 2          | 11 de noviembre de 2011 | 2     | 3:03   | McAllen, Texas |                                                                         |
| Derrota   | 4–3    | Danny Salinas      | DQ                          | STFC 16: All or Nothing                   | 12 de agosto de 2011    | 2     | 4:44   | McAllen, Texas | Pérez fue descalificado tras propinar un rodillazo ilegal en la cabeza. |
| Victoria  | 4–2    | Christopher Brooks | Sumisión (rear-naked choke) | STFC 15: Nature of the Beast              | 15 de abril de 2011     | 2     | 0:39   | McAllen, Texas |                                                                         |
| Victoria  | 3–2    | Elias Marks        | Sumisión (rear-naked choke) | Triple A - Promotions                     | 12 de marzo de 2011     | 1     | 1:51   | Laredo, Texas  |                                                                         |
| Derrota   | 2–2    | Dave Mazany        | Decisión (unánime)          | STFC 14: Texas vs. Las Vegas              | 27 de noviembre de 2010 | 3     | 5:00   | McAllen, Texas |                                                                         |
| Victoria  | 2–1    | Shah Bobonis       | Decisión (unánime)          | Combate Extremo: X Aniversario            | 19 de junio de 2010     | 3     | 5:00   | Monterrey      |                                                                         |
| Victoria  | 1–1    | Derek O'Neil       | Sumisión (armbar)           | STFC 11: Night of Champions 3             | 28 de mayo de 2010      | 1     | 1:50   | McAllen, Texas |                                                                         |
| Derrota   | 0–1    | Fernando Martínez  | Sumisión (rear-naked choke) | Fite Nite: Sin Límites                    | 13 de junio de 2009     | 2     | 2:52   | Cariari        |                                                                         |